# 한국승강기안전공단

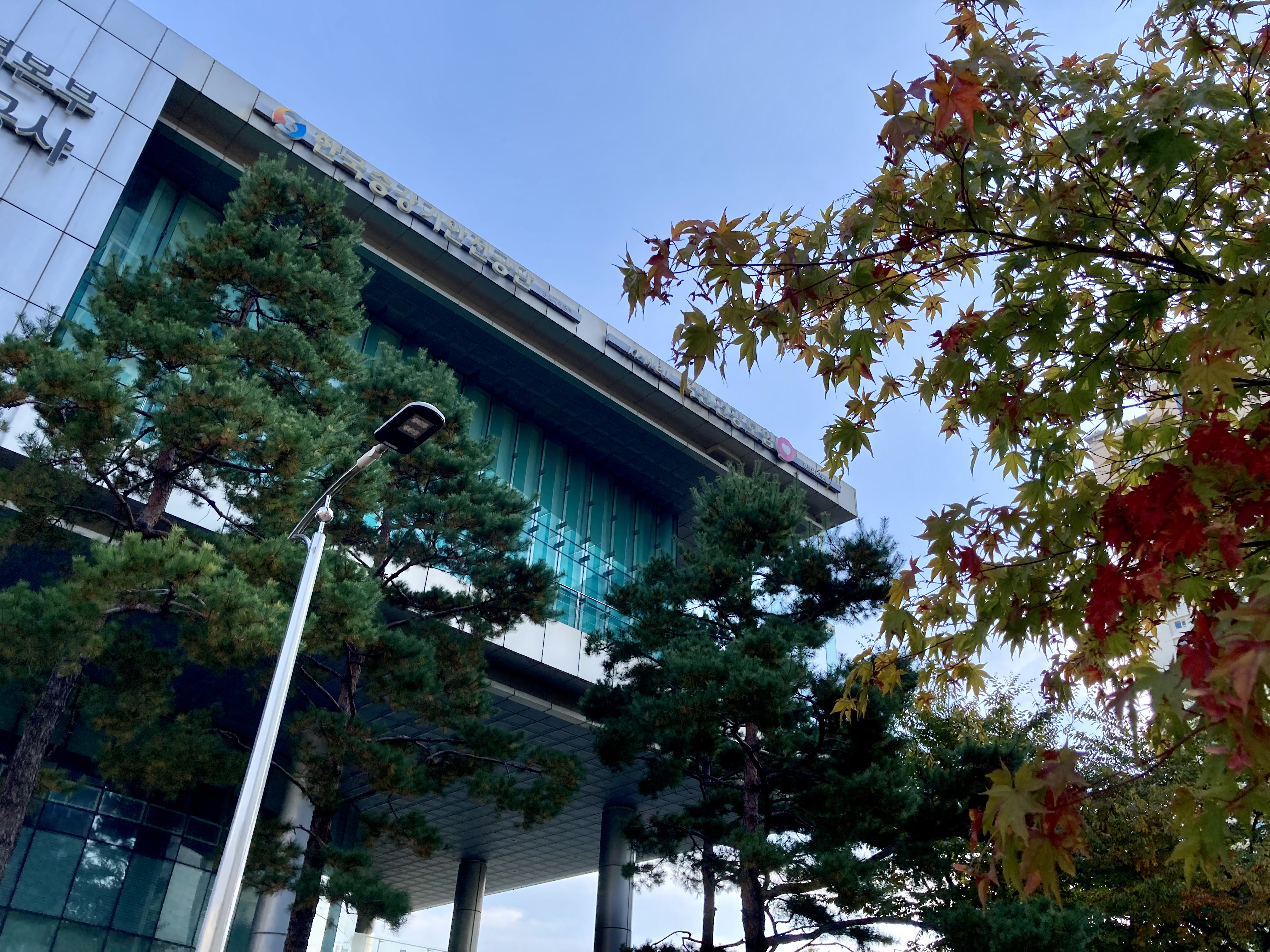
한국승강기안전공단(논현로46번길 23)

한국승강기안전공단(韓國乘降機安全公團, Korea Elevator Safety Agency, KOELSA)은 "승강기시설 안전관리법" 및 "공공기관의 운영에 관한 법률"에 의한 대한민국 행정안전부 산하 위탁집행형 준정부기관이다. 승강기 안전검사와 함께 안전관리를 위한 교육, 홍보, 국제교류협력, 사고조사, 연구개발업무를 수행하고 있으며, 또한 승강기의 안전관리에 필요한 자료를 체계적으로 활용할 수 있도록 승강기종합정보시스템을 운영하고 있다. 경상남도 진주시 소호로 102에 위치하고 있다.

## 설립
- 승강기안전관리법[1]

## 주요기능 및 역할
- 승강기의 안전과 표준화 등에 관한 조사ㆍ연구
- 승강기의 안전에 관한 교육 ㆍ출판 및 홍보
- 승강기에 관련된 정보의 수집ㆍ제공사업
- 승강기 등에 대한 검사
- 승강기의 품질향상을 위한 시책수립에 관한 건의
- 행정기관에서 위임ㆍ위탁하는 사업
- 승강기 등에 대한 진단ㆍ감리ㆍ감정ㆍ지도 및 자문
- 용역 등 공단의 목적달성을 위하여 필요한 사업
- 승강기 등의 안전성에 관한 평가
- 상기 사업에 관한 국제협력 사업이나 그 밖에 부대사업
- 승강기 관련 전문인력 양성 및 교육기관에 대한 운영 지원
- 기타 행정안전부장관이 필요하다고 인정하는 사업

## 연혁
- 1992년 12월 4일: (재)한국승강기관리원 설립(민법 제32조)
- 1993년 1월 4일: 승강기 검사기관 지정
  - 「승강기제조및관리에관한법률」(이하 승관법) 제15조 및 동법 시행규칙 제23조
- 1993년 3월 8일: 승강기 교육기관 지정(승관법 제20조)
- 1995년 6월 24일: ISO TC178(승강기분야) 국내 간사기관 지정
- 1996년 7월 6일: 기계식주차장 검사기관 지정(주차장법 제19조)
- 1997년 7월 22일: 법인전환 및 명칭변경(승관법 제15조의2 개정)
  - 재단법인 → 특수법인
  - 한국승강기관리원 → 한국승강기안전관리원
- 1998년 12월 29일: 국제표준화기구 품질시스템(ISO9002) 인증획득
- 2003년 4월 14일: 공인검사기관 인정(KOLAS) 취득(검사기관 제10호)
- 2008년 11월 11일: 국가 표준개발협력기관 지정(기술표준원 고시 2008-606호)
- 2009년 3월 1일: 설립근거법 및 주무부처 변경
  - 승강기제조 및 관리에 관한 법률 → 승강기시설 안전관리법
  - 지식경제부 → 행정안전부
- 2014년 11월 19일: 설립근거법 및 주무부처 변경 (안전행정부 → 국민안전처)
- 2016년 7월 1일: 한국승강기안전관리원과 한국승강기안전기술원이 통합하여 한국승강기안전공단으로 출범[2]
- 2017년 7월 26일: 주무부처 변경 (국민안전처 → 행정안전부)

## 조직
- 상임감사
  - 감사실
    - 감사부

### 이사장
- 비서실

#### 경영기획이사
- 기획조정처
  - 기획예산부
  - 열린혁신부
  - 경영평가부
  - 동반성장팀
- 경영지원처
  - 인재
  - 운영지원부

#### 안전관리이사
- 안전총괄처
  - 검사총괄실
  - 안전제도실
- 기술사업처
  - 기술사업실
  - 기술사업지원실

#### 디지털홍보이사
- 교육지원처
  - 문화홍보실
  - 고객서비스실
- 디지털플랫폼처
  - 디지털총괄실
  - 디지털보안실
- 사고조사단
  - 사고조사부
  - 예방점검부

### 지역사무소
- 서울지역본부
  - 서울동부지사
  - 서울서부지사
  - 서울북부지사
  - 서울강남지사
  - 서울강동지사
  - 서울서초지사
  - 서울강서지사
- 부산지역본부
  - 부산동부지사
  - 부산북부지사
  - 울산지사
  - 경남동부지사
  - 경남서부지사
    - 진주출장소
- 인천지역본부
  - 인천서부지사
  - 경기북부지사
  - 부천지사
  - 안산지사
- 대구경북지역본부
  - 대구동부지사
  - 경북동부지사
  - 경북서부지사
- 호남지역본부
  - 전북동부지사
  - 전북서부지사
  - 전남동부지사
  - 전남서부지사
  - 제주지사
- 경기강원지역본부
  - 성남지사
  - 안양지사
  - 용인지사
  - 평택안성지사
  - 강원지사
    - 강릉출장소
    - 춘천출장소
- 충청지역본부
  - 충북지사
  - 충남지사
  - 천안지사
  - 대전지사
  - 세종지사